# MENA

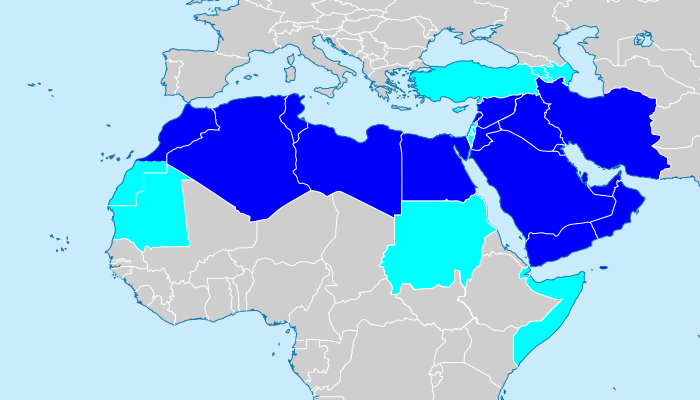
일반적으로 MENA 국가로 인식된다.
가끔 지역의 일부로도 인식된다.

MENA(영어: Middle East and North Africa)는 중동과 북아프리카의 영어 약자다. 중동과 북아프리카영역 내지는 서남아시아와 북아프리카영역을 합친 영역을 말한다.

## 나라 목록
- 알제리
- 바레인
- 이집트
- 이란
- 이라크
- 이스라엘
- 요르단
- 쿠웨이트
- 레바논
- 리비아
- 모리타니
- 모로코
- 오만
- 팔레스타인
- 카타르
- 사우디아라비아
- 시리아
- 튀니지
- 아랍에미리트
- 예멘

가끔 더 넓은 정의가 MENA에 포함되기도 한다:
- 아프가니스탄
- 아르메니아
- 아제르바이잔
- 차드
- 키프로스
- 지부티
- 에리트레아
- 조지아
- 말리
- 니제르
- 파키스탄
- 사하라 아랍 민주 공화국 (논쟁의 여지가 있음)
- 소말리아
- 수단
- 튀르키예

## 같이 보기
- 대중동 권역
- 중양